# ویدفرنه
ویدَفرنه (پارسی باستان: 𐎻𐎡𐎭𐎳𐎼𐎴𐎠 یا اینتافرنس یونانی باستان: Ἰνταφρένης, ἸνταφέρνηςIntaphrenes',) یکی از شش تنی بود که در سپتامبر ۵۲۲ پیش از میلاد به داریوش بزرگ کمک کرد تاج‌وتخت را از بردیای دروغین، غاصب شاهنشاهی هخامنشی بازپس بگیرد. سپس ویدَفرنه کماندار داریوش شد، موقعیت بالایی که وی در کتیبه بیستون به تصویر کشیده شده‌است.

## انقیاد بابل

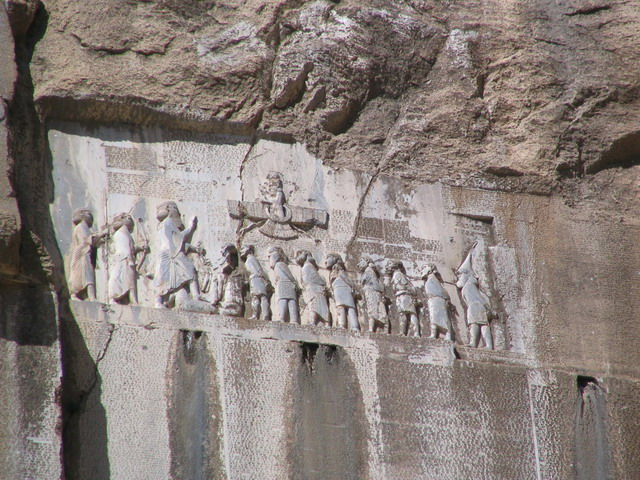
وین‌دفرنه

در ۵۲۱ پیش از میلاد، ویدفرنه توسط داریوش بزرگ به عنوان فرمانده کل ارتش در رأس ارتش اعزام شد تا ارخه را که ظاهراً تخت سلطنت بابل را به عنوان نبوکدنصر چهارم در ۵۲۲ پ. م غصب کرده بود، از بین ببرد. بابل در ۲۷ نوامبر ۵۲۱ پیش از میلاد بدون درگیری زیاد به تصرف درآمد و طبق معمول در چنین مواردی، آرخَه با پیروان خود مثله و شکنجه می‌شد.
"داریوش شاه گوید: سپس  لشکری به بابل فرستادم.  ویدافرنه ویدافرن نامی پارسی بنده من او را سردار آنان کردم و پس به آنان گفتم : بروید، سپاه آن مرد بابلی  که مرا نمی پذیرد، بزنید. سپس ویدفرنه با آن سپاه  بسوی بابل رفت . اهورامزدا مرا یاری کرد. به لطف اهورامزدا ویدفرنه، بابلی‌ها را سرنگون کرد و مردم را نزد من آورد. در روز بیست و دوم ماه Markâsanaš (۲۷ نوامبر) آن  آرخَه   که خود را نبوکدنصر می‌نامید و کسانی که پیروان اصلی او بودند، دستگیر کردند. سپس من فرمان دادم و گفتم: "بگذارید که آراخَه و  کسانی که پیروان اصلی او بودند در بابل به صلیب کشیده شوند!
کتیبه بیستون از داریوش بزرگ— ویدافرنه، کتیبه داریوش در بیستون نام او را ویدافرنه نوشته

## مرگ

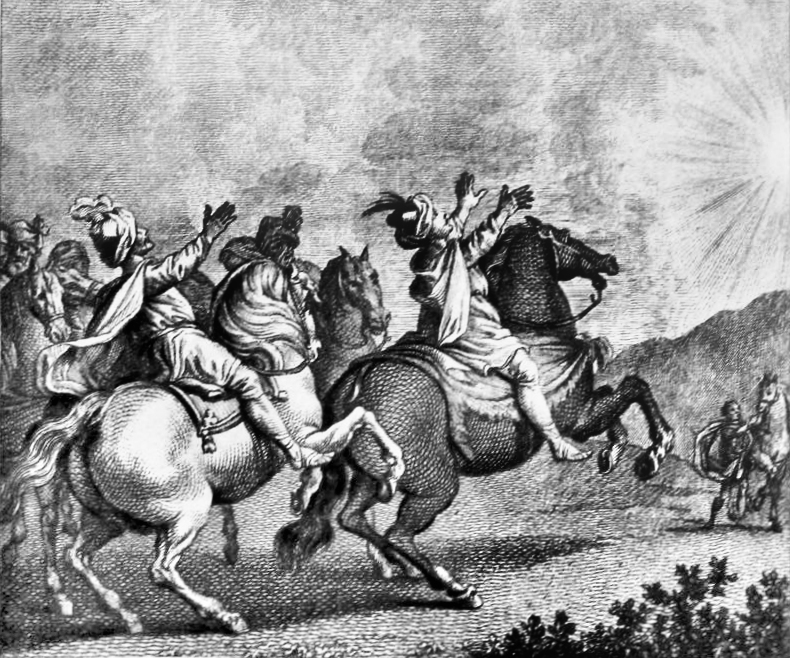
داریوش بزرگ و پنج قیام‌کننده دیگر، از جمله وین‌دفرنه، با استناد به خورشید برای رسیدن به پادشاهی.

ویدَفرنه پس از قیام، به دلیل تلاش برای ورود به قصر پادشاه در حالی که با همسرش در حال استراحت بود، به قتل رسید. هفت نجیب‌زاده که گئومات را سرنگون کردند، توافق کرده بودند که همه آنها هر زمان که بخواهند می‌توانند به دیدار پادشاه جدید بروند، مگر زمانی که او با همسرش باشد. عصر یک روز، وین‌دفرنه برای ملاقات داریوش به قصر رفت، اما دو افسر که اظهار داشتند به علت اینکه داریوش در کنار همسرش است، مانع او شدند. ویدفرنه که گمان می‌کرد به او توهین شده، عصبانی شد شمشیر خود را کشید و گوش و بینی دو افسر را برید. هنگام خروج از قصر، او لگام را از اسب خود برداشت و دو افسر را به هم بست. افسران نزد پادشاه رفتند و آنچه را که ویدفرنه با آنها کرده بود به او نشان دادند. داریوش بابت امنیت خودش احساس ترس کرد. او فکر کرد که هر شش نجیب‌زاده برای شورش علیه او به هم پیوسته‌اند و حمله علیه افسران او اولین نشانه شورش است. وی برای هر یک از بزرگان پیکی فرستاد و از آنها پرسید که آیا اقدامات ویدفرنه را تأیید می‌کنید؟ آنها هرگونه ارتباط با اقدامات ویدفرنه را رد و انکار کردند و اظهار داشتند که در تصمیم خود برای تعیین داریوش به عنوان شاه‌شاهان ایستاده‌اند.
داریوش با احتیاط در برابر مقاومت بیشتر، سربازان را برای دستگیری ویدفرنه همراه پسرش، اعضای خانواده، اقوام و هر دوست دیگری که توانایی مسلح شدن داشتند فرستاد. داریوش معتقد بود که ویدفرنه قصد شورش دارد، اما وقتی او را به دربار آوردند، هیچ مدرکی برای چنین برنامه‌ای وجود نداشت. با این وجود، داریوش تمام خانواده ویدفرنه را به استثنای پسرش و برادر همسرش، کشت. از همسرش خواسته شد بین برادر و پسرش یکی را انتخاب کند. او برادرش را برای زندگی انتخاب کرد. دلیل او برای این کار این بود که می‌تواند شوهر و پسر دیگری داشته باشد، اما همیشه یک برادر خواهد داشت. داریوش از واکنش او تحت تأثیر قرار گرفت و از زندگی برادرش و پسرش چشم پوشی کرد.
هرودوت بعد از مرگ ویدفرنه، هرگز نام ویدفرنه را ذکر نکرد.